# 강릉 스피드스케이팅 경기장
강릉 스피드 스케이팅 경기장(영어: Gangneung Oval)은 2018년 평창 동계 올림픽의 스피드 스케이팅 경기가 개최된 빙상 경기장으로, 강릉시 포남동 강릉올림픽파크(Gangneung Olympic Park)에 있다. 경기장의 규모는 지상 2층 ~ 지하 2층에 건축 연면적은 37,455m2이다. 경기장의 내부는 400m 더블트랙을 갖추고 있으며 관중석은 8,000석이다.
강릉 스피드 스케이팅 경기장은 2014년 7월 17일에 기공식을 개최했으나 사후 활용에 중점을 두고 두 차례에 걸쳐 설계가 변경되어 2014년 10월에 뒤늦은 토목 공사를 시작하고 2017년 3월 완공되었다.
2018년 동계 올림픽 이후에는 2024년 동계 청소년 올림픽도 개최했고, 경기가 없을 때에는 컨벤션으로도 활용 중이다.

## 국제 대회
- 2017년 2월 9~12일, ISU 빙속 종목별 세계 선수권 대회
- 2018년 동계 올림픽 스피드 스케이팅
- 2024년 동계 청소년 올림픽

## 기타
- 2022 LCK 서머 팬 페스타가 이곳에서 열렸다.